# Ilex chapaensis
Ilex chapaensis är en järneksväxtart som beskrevs av Elmer Drew Merrill. Ilex chapaensis ingår i släktet järnekar, och familjen järneksväxter. Inga underarter finns listade i Catalogue of Life.